# 韩酉山
韩酉山（1936年11月—），男，汉族，安徽巢湖人，中共党员，享受国务院特殊津贴专家，曾任安徽省社科院院长。

## 生平
1958年至1962年在安徽师范学院、合肥师范学院（安徽师范大学前身）中文系学习，毕业后留校任教。1970年起先后任安徽省革委会宣传小组、安徽省委宣传部理论教育处一级巡视员、副处长等职。1983年任安徽省委宣传部副部长，后兼任《安徽日报》总编辑、党组书记。1991年任安徽省社科院副院长。1994年任安徽省社科院院长兼党组书记。:176